# Alberto García-Alix
Alberto García-Alix (León, 1956) es un fotógrafo español, Premio Nacional de Fotografía en 1999, su carrera documenta los cambios sociales y culturales ocurridos en su país desde la década de 1980.

## Biografía
Nació en el 22 de marzo de 1956 en León. Es nieto de Antonio García Alix, ministro de Instrucción Pública durante la Regencia de María Cristina e hijo de Mercedes Pérez de Angüello, licenciada en Historia, y Carlos García-Alix, formado en Nueva York con el doctor Ramón Castroviejo y jefe del servicio de oftalmología del hospital Puerta de Hierro de Madrid.
En 1977 funda con el dibujante Ceesepe La Cascorro Factory, inspirado en los tebeos norteamericanos.
Junto con su hermano gemelo Alfredo, es el mayor de cinco hermanos, siendo uno de ellos Carlos García-Alix, artista y autor de El honor de las injurias (2007), largometraje documental sobre Felipe Sandoval.
Su obra ha aparecido en Vogue, British Journal of Photography y Vanity Fair. [cita requerida]
Apasionado por las motocicletas y el arte del retrato, ha inmortalizado a artistas nacionales e internacionales a través de sus cámaras Leica y Hasselblad. Su trabajo en sus comienzos encuentra inspiración en la cultura urbana, donde elementos como las motocicletas, los tatuajes, la música y la vida nocturna se convierten en parte fundamental de su expresión artística.
Dentro de su gusto por el retrato, que él define como un enfrentamiento en el que suele colocarse frontalmente frente a su modelo, cara a cara. Fue uno de los miembros de la llamada Movida madrileña, habiendo dejado imágenes sobre jóvenes de este movimiento culturalcomo Ana Curra, Pedro Almodóvar, Rossy de Palma, Emma Suárez, Camarón de la Isla y otros muchos.
Si bien se ha dedicado durante toda su carrera a la fotografía, claramente reconocible y enmarcable en el área del blanco y negro y el campo del documento social y personal, desde sus largas estancias en Francia y China de los años 2007 y 2008, ha hecho una incursión en el vídeo para documentar sus imágenes acompañadas de su voz y sus propios textos. Un buen ejemplo de esto es el vídeo que se pudo ver como otra obra más durante su exposición De donde no se vuelve (2008) en el Museo Reina Sofía de Madrid.
Las últimas publicaciones del fotógrafo ofrecen una visión profunda de su mundo personal y artístico. A través de su archivo, el fotógrafo explora su mirada introspectiva, entrelazando ausencia y presencia, mientras en el retrato de su entorno ofrece el fiel reflejo de una época clave en España.
«La imagen es lo más comprensible de todos los lenguajes ¿no? El visual es el lenguaje más cercano, el más comprensible», asegura. 
Su obra ha mostrado una clara inclinación hacia la abstracción mediante el uso de técnicas como dobles y múltiples exposiciones sobre un mismo negativo, desenfoques y composiciones poco convencionales. Este enfoque experimental refleja su interés por ampliar los límites de la representación fotográfica y generar nuevas formas de interpretación visual.[cita requerida]
Cabeza de Chorlito es una editorial fundada por Alberto García-Alix y la artista suiza Frédérique Bangerter creada en 2011.

## Premios y reconocimientos
- Premio Nacional de Fotografía (1999)[cita requerida]
- Medalla de Oro al mérito en las Bellas Artes (2019)[cita requerida]

## Obra
- Lo que dura un beso, photographies de Alberto García-Alix, catalogue d'exposition, édition Kamel Mennour, París, 2002, 130 p. ISBN 2-9141171-13-7
- Alberto García-Alix.: Alberto García-Alix; F Calvo Serraller; Madrid: La Fábrica con la colaboración de Obra Social Caja Madrid, 2000. OCLC 45667776
- Alberto García-Alix, 1978-1983.: Alberto García-Alix; Círculo de Bellas Artes; Madrid: Ardora, 1999. OCLC 43284425
- García Alix fotografías: Titto Ferreira; Alberto Anaut; Madrid: TF: La Fábrica, 2002. OCLC 49859540
- Moriremos mirando: García-Alix, Alberto; La Fábrica; Madrid; 2008.
- De donde no se vuelve: García-Alix, Alberto, La Fábrica. Madrid, 2010.
- Un horizonte falso: García-Alix, Alberto, Editorial RM. Madrid, 2014.
- Moto: García-Alix, Alberto. Editorial Cabeza de Chorlito.2015
- Archivo Nómada: García-Alix, Alberto, Volumen 01. Editorial Cabeza de Chorlito, 2022
- Archivo Nómada: García-Alix, Alberto, Volumen 02. Editorial Cabeza de Chorlito. 2023
- La ausencia como estímulo. García-Alix, Alberto. Editorial Cabeza de Chorlito. 2024